# Petros Hanna Issa Al-Harboli
Petros Hanna Issa Al-Harboli (ur. 1 lipca 1946 w Zachu) – iracki duchowny katolicki obrządku chaldejskiego, biskup Zachu w latach 2002–2010.

## Życiorys
Święcenia kapłańskie przyjął w roku 1970 i został inkardynowany do diecezji Zachu.
6 grudnia 2001 został wybrany przez Synod Kościoła chaldejskiego biskupem Zachu, zaś 14 grudnia papież Jan Paweł II zatwierdził wybór. Sakry biskupiej udzielił mu 1 lutego 2002 ówczesny patriarcha Babilonu, Rafael I BiDawid.